# Julián Arcas
Julián Arcas (María, 1832 – Antequera, 16 febbraio 1882) è stato un chitarrista e compositore spagnolo.

## Biografia
Fu attivo in Spagna a partire dalla metà dell'Ottocento: gli ultimi anni di attività di protagonisti della chitarra come Mertz, Coste e Regondi, a seguito dei quali lo strumento si avviava ad un lungo periodo di declino rispetto ai primi decenni del XIX secolo. Arcas fu uno degli isolati prosecutori di quella tradizione strumentale, che traghettò la chitarra fino alla sua "rinascita" nel XX secolo.
Nato in un piccolo centro dell'Almería, in Andalusia, in giovane età apprese dal padre - seguace della "scuola" di Aguado - la tecnica della chitarra e già nel 1860 intraprese i suoi primi tour concertistici in Europa. Nel 1863 fece un incontro decisivo: dopo una sua esibizione, gli capitò di ascoltare un giovanissimo Francisco Tárrega. Colpito dal talento del ragazzo, lo indusse a seguirlo a Barcellona per guidarlo nei suoi studi. La figura di Arcas fu importante nella crescita artistica (anche a livello compositivo) di Tárrega, destinato a breve a diventare la figura più importante della chitarra nella seconda metà dell'Ottocento.
Julián Arcas scrisse più di cinquanta composizioni, tutte per chitarra. Esse spaziano dalle variazioni o pot-pourri operistici - su arie di Verdi, Bellini, Rossini - a brani che traggono ispirazione dalle musiche popolari spagnole. Il legame con la tradizione chitarristica del classicismo (di autori come Mauro Giuliani) trova in Arcas un rapporto con gli elementi ritmici e stilistici del folklore spagnolo, segnando una via che caratterizzerà la gran parte del futuro chitarrismo romantico in Spagna. La sua scrittura musicale non si rivolge quasi mai all'esecutore principiante, quindi esige spesso abilità tecniche avanzate.
La registrazione integrale della musica per una e due chitarre di Arcas è stata curata dal chitarrista Gabriele Zanetti insieme a Giulio Tampalini.

## Composizioni
- Andante
- Andante y estudio de Prudent
- Il bacio : célebre vals
- La batalla : fantasía descriptiva
- Boleras
- Bolero
- Colección de tangos
- Cuatro piezas
- La cubana : danza americana
- Dos danzas españolas
- Dos piezas
- Dos piezas y dos estudios
- Dos piezas y un estudio
- Dos preludios
- El delirio : fantasía
- Fantasía sobre El paño o sea Punto de La Habana
- Fantasía sobre la jota aragonesa
- Fantasía sobre motivos heterogéneos
- Fantasía sobre motivos de la ópera Traviata
- Fausto : fantasía
- La favorita
- Guayabito : tango
- El incógnito : capricho
- Jota aragonesa
- Lucia de Lammermoor : Escena y Aria final
- El madrileño : schotisch
- Manuelito : vals
- Minueto en mi menor
- Minueto en sol
- Mi segunda época : sinfonía para guitarra
- Motivo de la ópera El Barbero de Sevilla
- Murcianas
- Los panaderos : bolero
- Polaca fantástica
- Polonesa
- El postillón de La Rioja
- Preludio de la ópera Guillermo Tell
- Rigoletto
- La Rondeña (1860)
- Rondeña (1891)
- Rondó
- La Saltarina : polka mazurka
- Soleá
- Tanda de valses
- Trovador : Aria y Miserere
- Una pieza y dos estudios
- Una pieza y un preludio
- Variaciones sobre un tema de Dn F. Sor
- Vísperas sicilianas : melodía y bolero

## Discografia
- Duo Imbesi Zangarà, Tocando en Dos  works by Julian Arcas, Francisco Tarrega, Dionisio Aguado, performed by Carmelo Imbesi e Carmen Zangarà, Classical Music 3.0, 2022
- Julián Arcas: Complete Guitar Music, performed by Gabriele Zanetti; 4-CD-set (Brilliant Classics 95639, 2020).